# Dubbeltje
Le dubbeltje (prononcé en néerlandais : [ˈdɵbəlcə]) est une ancienne pièce de monnaie néerlandaise, à l'origine en argent, puis en nickel, qui valait un dixième du florin. De nos jours, une pièce de 10 centimes d'euro est appelée une dubbeltje.

## Origine

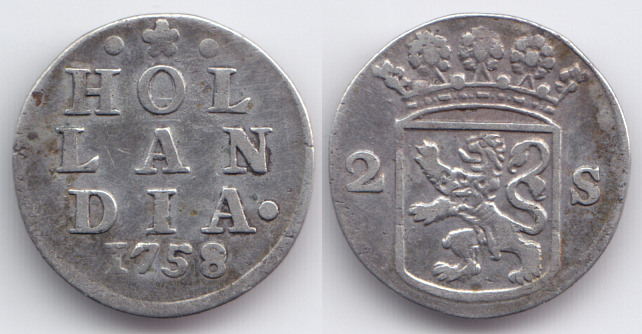
Dubbeltje 1702-1793, Provinces-Unies, Hollande, argent de 583.

Le terme dubbeltje signifie doublet et vient du fait qu'à l'origine elle valait un double stuiver (donc 0,10 ƒ). En langage familier, il est parfois appelé un duppie et dans le bargoens (un argot néerlandais du début du XXe siècle), il était appelé beisje, terme qui venait du yiddish.

## Dimensions et poids

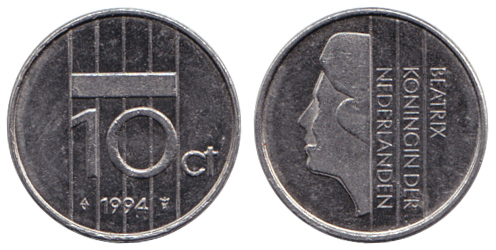
Dubbeltje 1982-2001, Reine Beatrix, nickel.

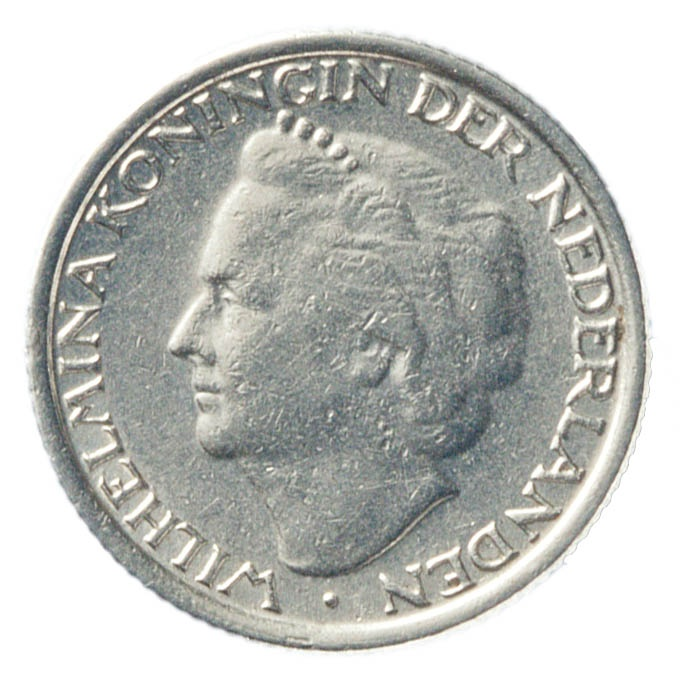
Dubbeltje 1948, Reine Wilhelmina

|           | 10-cent 1818–1828 | 10-cent 1848–1945                                                            | 10-cent 1941–1943 | 10-cent 1948–2001                                      |
| --------- | ----------------- | ---------------------------------------------------------------------------- | ----------------- | ------------------------------------------------------ |
| poids     | 1.69 grammes      | 1.4 grammes                                                                  | 3.3 grammes       | 1.5 grammes                                            |
| diamètre  | 18 mm             | 15 mm (1848–1890) 15.2 mm (1892–1897) 15 mm (1898–1945)                      | 22 mm             | 15 mm                                                  |
| épaisseur | ? mm              | 0.86 mm (1848–1849) 0.96 mm (1849–1890) 0.81 mm (1892–1897) 1 mm (1926–1945) | 1.5 mm            | 1.21 mm (1948) 1.21 mm (1950–1980) 1.26 mm (1982–2001) |
| Métal     | Argent .569       | Argent .640                                                                  | Zinc              | Nickel                                                 |

Source,

## Ledubbeltjedans la culture
Pour bien visualiser sa taille, il suffit de prendre un CD, car Joop Sinjou, chef du développement des produits audio à Philips, a racontéque la décision la plus rapide avait été celle du diamètre du trou central du CD : il mit un dubbeltje sur la table et ce fut aussi son diamètre.

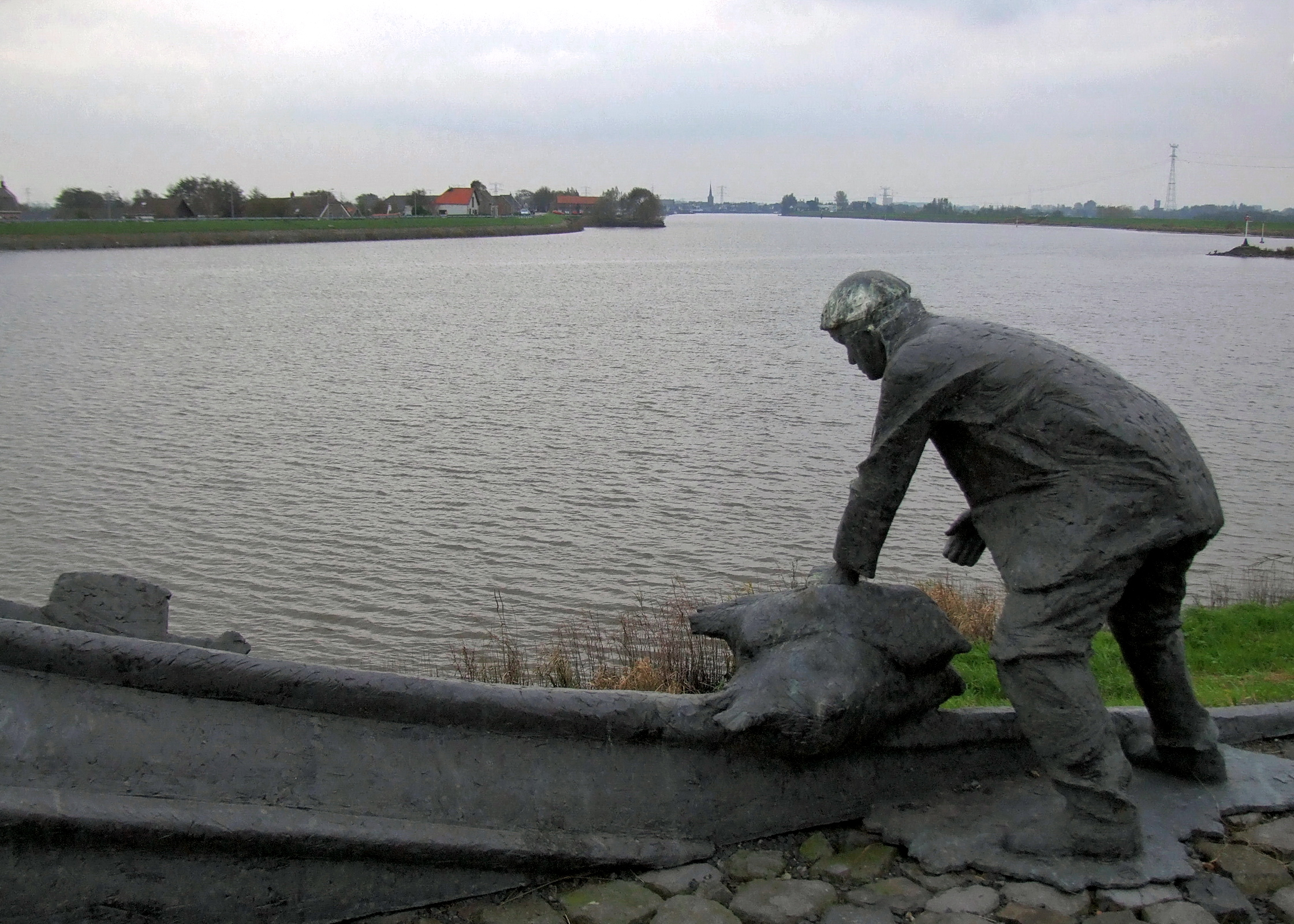
Dubbeltje op zijn kant, Roel Bendijk qui commémore le raz-de-marée en mer du Nord en 1953.

Dubbeltje est aussi utilisé dans les expressions Voor een dubbeltje op de eerste rij/rang (willen) zitten (vouloir s'asseoir au premier rang pour un dubbeltje : en vouloir plus que ce que le prix payé donne droit ; et Dat was een dubbeltje op zijn kant (il l'a échappé belle). C'est d'ailleurs le titre d'une sculpture de Roel Bendijk : lors du raz-de-marée en mer du Nord en 1953, un pêcheur, le bourgmestre de Nieuwerkerk aan den IJssel demanda au capitaine du plus long bateau de la commune de placer son bateau dans une brêche qui s'était ouverte dans la digue. Evergroen réussit à placer son bateau au bon endroit, et en mettant du sable, ils évitèrent qu'un territoire vaste et peuplé ne soit inondé.